# شاعران سیستانی
به‌دلیل دوری نسبی شرق ایران فرهنگی به دستگاه خلافت عباسی در بغداد، نخستین شاعران فارسی‌زبان در این ناحیه پدیدار گشتند. جو روانی ایجاد شده پس از بنیان‌گذاری نخستین دولت‌های ایرانی در شرق خلافت عباسی و تمایل ایرانیان به استقلال، پس از بیش از دو قرن اقتدار قوم عرب، حاکمان ایرانی به حمایت از فرهنگ و هنر ایرانی پرداختند. در همین راستا، بسیاری بر آن شدند تا با تدوین تاریخ شفاهی ایرانیان، آن را از فراموشی مصون دارند.
نخستین شعر کلاسیک فارسی سروده شده منسوب به محمد بن وصیف سجزی(سیستانی)، شاعر دربار یعقوب لیث صفاری، است.

## محمد بن وصیف سجزی
محمد بن وصیف سگزی (سیستانی) نامه‌نگار (دبیر رسایل) یعقوب لیث صفاری بود. گروهی سرایش نخستین شعر فارسی را از او می‌دانند.

بر پایه کتاب تاریخ سیستان، وی نخستین کسی بود که به زبان فارسی، شعر عروضی گفت. نگارنده بخش کهن تاریخ سیستان، آنجا که گفت‌و‌گو از اول شعر فارسی است درباره محمد وصیف سگزی می‌نویسد:
"اول شعر پارسی اندر عجم او گفت و پیش از او کسی نگفته بود که تا پارسیان بودند سخن پیش ایشان به رود بازگفتندی بطریق خسروانی و چون عجم بر کنده شدند و عرب آمدند شعر میان ایشان بتازی بود ..."
پس از آن‌که یعقوب لیث صفاری، در سال ٢۵۱ هجری قمری، خوارج را شکست داد، شاعران به رسم زمانه شعر به عربی در ستایش او سرودند. یعقوب گفت: «چیزی که من اندر نیابم، چرا باید گفت». در این هنگام، محمد بن وصیف او را به زبان فارسی ستایش کرد.

گفته می‌شود که این شعر، نخستین شعر فارسی است که منسوب به اوست:
| ای امیری که امیران جهان خاصه و عام  |  | بنده و چاکر و مولای و سگ بند وغلام |
| ازلی خطی در لوح که ملکی بدهید       |  | به ابی یوسف یعقوب بن اللیث همام    |
| به لتام آمد رتبیل ولتی خورد به لنگ  |  | لتره شد لشکر رتبیل و هبا گشت کنام  |
| لمن الملک بخواندی تو امیرا به یقین  |  | با قلیل‌الفیه کن زاد در آن لشکر کام |
| عمر عمار ترا خواست و زوگشت بری      |  | تیغ تو کرد میانجی به میان دد و دام |
| عمر او نزد تو آمد که تو چون نوح بزی |  | در آکار تن او سر او باب طعام       |

## محمد بن محلد (مخلد)
محمد بن مخلد سیستانی از بزرگان علم و ادب و از نخستین شاعران ایران، معاصر یعقوب لیث صفاری(۲۶۵–۲۵۴ه‍.ق) بوده‌است.
وی در مدح یعقوب لیث چنین سروده‌است:
جز تو نزاد حوا و آدم نکشت *** شیرنهادی به دل و بر منشت
معجز پیغمبر مکی تویی *** به کنش و به منش و به گوشت
فخر کند عمار روزی بزرگ *** کوهدانم من که یعقوب کشت

## فرخی سیستانی
ابوالحسن علی بن جولوغ سیستانی معروف به فرخی سیستانی از غلامان امیر خلف بانو آخرین امیر صفاری بود. علی بن جولوغ، از سر ناچاری شعری در قالب قصیده سرود و آن را «با کاروان حله» نام نهاد؛ و شعر را به عمید اسعدچغانی وزیر امیر صفاری تقدیم کرد. معروف است که روز بعد علی بن جولوغ قصیده‌ای به نام «داغگاه» ساخت و آن را برای امیر صفاری خواند. امیر صفاری، چهل کره اسب را به علی بن جولوغ هدیه کرد و او را از نزدیکان دربارش قرار داد.
علی بن جولوغ نیز با تخلص فرخی در دربار صفاریان، چغانیان و غزنویان شعر می‌گفت. محمود غزنوی او را به ملک الشعرایی دربار منصوب کرد. پس از مرگ محمود در سال ۴۲۱ هجری قمری، فرخی به دربار سلطان روی آورد و تا پایان عمر به ستایش این امیر غزنوی مشغول بود. سهل و ممتنع (آسان‌نمای دشوار گفت) به سخنی می‌گویند که سرودن آن در ظاهر آسان می‌نماید، اما نظیر آن گفتن مشکل باشد.شیوه ای که بعد از فرخی تنها شیخ اجل سعدی شیرازی در آن نامدار شده است.
روایت شده‌است که فرخی علاوه بر شاعری آوازی خوش داشت و در نواختن بربط مهارت داشت. دیوان شعر فرخی شامل بیش از چند هزار بیت است که در قالب‌های قصیده، غزل، قطعه، رباعی، ترکیب بند، و ترجیع بند سروده شده‌است.
از آن جا که بیشتر قصاید فرخی در دربار غزنویان سروده شده‌است؛ ستایشگری و وصف در آن بسیار زیاد است؛ هر چند در میان شعرهای فرخی اشعاری نیز هستند که نکات آموزنده اخلاقی را دربردارند. فرخی در سال ۴۲۹ هجری قمری در سنین جوانی در غزنه درگذشت.
از شاعر هم عصرش لبیبی در رثای اوست که: پیری بماند دیر و جوانی برفت زود گر فرخی بمرد چرا عنصری نمرد؟
او در این دو بیت بر سیستانی بودن خود تأکید کرده‌است:
من قیاس از سیستان دارم که او شهر منست وز پی خویشان ز شهر خویشتن دارم خبر
شهر من شهر بزرگست و زمینش نامدار مردمان شهر من در شیر مردی نامور

## ابوالفرج سگزی
ابوالفرج سگزی از شعرای نامدار و اندیشمند سیستان است که در حدود سال‌های ۳۷۲–۳۳۳ هجری قمری به هنر شاعری مشغول بود. مطالعه در زندگی و شعر ادیبان قبل از خودش، از وی استادی چیره‌دست و سراینده‌ای ماهر ساخت. بطوری که در متون، همیشه لقب استاد در کنا نامش مشاهده می‌شود. وفات ابوالفرج را سال ۳۹۳ هجری قمری ذکر کرده‌اند.

## ابوحاتم سجستانی
سهل بن محمدبن عثمان بن یزید سجستانی، معروف به ابوحاتم سجستانی از بزرگان علم وادب، فقه، حدیث و لغت دوران خویش در سیستان بوده‌است. وی از شاگردان ابوزید بلخی و ابو عبیده و اخفش بوده‌است.
ابوحاتم مؤلف کتب بسیاری در علم صرف و نحو لغت و شعر است. از شاگردان وی نیز به محمدبن جریرطبری می‌توان اشاره نمود که علم حدیث را نزد ایشان فراگرفته است.

## شمس بستی سیستانی
امام شمس الدین حاجی بستی از شعرا و فضلای قرن ششم ه‍.ق بود. وی طبعی لطیف وسخنی عالی داشت.
از لطایف اشعار او این رباعی است:
گویند ز زر ترا بود خرسندی
خرسند شوی چو دل ازو برکندی
زر کندهٔ کان و بی وفای دهرست
بر کندهٔ بی وفا چرا دل بندی

## ابوالفتح بستی
ابوالفتح علی بن محمد بُستی از شاعران سده چهارم هجری قمری است. زادگاه او را شهر بُست سیستان می‌دانند. او به زبان عربی تسلط کامل داشت. از نتایج طبع او، دو دیوان شعر به جای مانده‌است. وفات وی را به سال ۴۰۱ ق ثبت کرده‌اند.
نویسنده کتاب دورنمایی از فرهنگ ایرانی و اثر جهانی آن، این شعر را به‌عنوان نمونه‌ای از اندیشه و قلم این شاعر سیستانی در نوشته خویش آورده‌است.
| یکی نصیحت من گوش دار و فرمان کن |  | که از نصیحت سود آن کند که فرمان کرد |
| همه به صلح گرای و همه مدارا کن  |  | که از مدارا کردن، ستوده گردد مرد    |

## ابوالفضل بستی
ابوالفضل الحافظ القاضی بن موسی البستی، یکی از فضلا و عرفای نامدار در تاریخ تصوف سیستان است. این عارف، محدث و عالم مشهور سیستانی، صاحب تألیف کتاب‌های متعددی از جمله کتاب شرح شفا می‌باشد.
در کتاب ریاض العاشقین آمده است که: شیخ ابوالفضل بعد از احمد غزالی به هدایت سالکان مشغول بود.
وی با ابوالنجیب سهروردی و عین‌القضات همدانی برادر طریقت بوده است. ابوالفضل بستی در سال ۵۵۰ هجری قمری در زمان سلطان سنجر بن ملکشاه سلجوقی وفات یافت.

## بدیع سیستانی
بدیع الدین ترکو سیستانی از شعرای مشهور قرن ششم ه‍.ق بود که در سخن سرایی نادر وصحبتش مطبوع بود.
هنگامی که یکی از عرفا را اسب بر زمین انداخت این دو بیتی را گفت:
آن اسپ ترا عظیم شیرین انداخت
انصاف بده کز در تحسین انداخت
در ره گذر تونیز گفتاری بود
اسپ چو بدان رسید سرگین انداخت

## احولی سیستانی
احولی سیستانی، شاعر و ادیب سیستانی است که در سال ۱۰۲۴ به هند مهاجرت کرد. ملاعبدالنبی فخرالزمانی قزوینی، «مؤلف تذکره میخانه‌ها» به سال ۱۰۲۶ احولی را در شهر دلپذیر کشمیر ملاقات کرده‌است.
احمدگلچین معانی، درکتاب «کاروان هند» احولی را تخلص شاعر می‌داند که بعداً به بسمل تغییر تخلص داده‌است.
او در سال ۱۰۳۱ هجری قمری به سیستان بازمی‌گردد. برای وفات این شاعر تاریخی ذکر نشده‌است. دیوان احولی سیستانی مشتمل برپنج هزار بیت است.
| ساقی بده آن باده که غارتگر هوش است |  | چون عشق کلید در دلهای خموش است     |
| آن آتش گلفام که در چشم صراحی       |  | چون خون به دل اهل محبت همه جوش است |

## مولانا عاشق سیستانی
مولانا عاشق سیستانی، مردی شاعر عاشق پیشه و در سبک شاعری و غزل سرایی از خسرو ملک، پیروی و در دربار امیرخسرو دهلوی مشغول بوده‌است.
برای طلب علم و دانش به شام می‌رود و مدتی در قدس و در محضر محقق، درویش موسی از مشاهیر صوفیه، علوم صوفیه را فرا می‌گیرد؛ و بعد از مدتی به وطنش سیستان بازمی‌گردد.
مولانا ولی که شاعری نامدار است در وصف بیت زیر که سروده مولانا عاشقی است. می‌گوید: تمام دیوان خود را با این بیت عاشقی معاوضه می‌کنم.
| سرچشم یار گردم، که هجوم غمزه او |  | نفسی نمی‌گذارد، که دل آرمیده باشد         |
| زشگفتن رقیب، به سحر در اضطرابم  |  | که چه ذوق دارد، آیا چه به خواب دیده باشد |

## ملک شاه حسین سجستانی
ملکشاه حسین بن غیاث الدین محمدبن شاه محمود سیستانی، از شاهزادگان سیستان و بازمانده از سلسله عمرو لیث صفاری است .وی متولد ۹۷۸ ه.ق در سیستان می‌باشد.
ملک شاه حسین علاوه بر زبان فارسی به زبان‌های عربی و پهلوی هم مسلط بود.وی طبع شعر نیز داشت.
| از آه به سینه، شعله اندوخته ایم |  | ز آن شعله متاع، عافیت یافته ایم    |
| نه بیم زدوزخ، نه تمنای بهشت     |  | از هرچه جز اوست، دیده بر دوخته ایم |

## امیر حسین سجزی
امیر حسن بن علاء سجزی، متولد ۶۵۰–۶۴۹ هجری قمری و وفات ۷۳۸–۷۳۷ هجری قمری، از عارفان وشاعران بزرگ قرن هفتم و هشتم هجری قمری است وی اصالتاً سیستانی است و در هندوستان اقامت داشته‌است. وی همچنین کاتب شیخ نظام الدین اولیا و معاصر امیر خسروی دهلوی بوده‌است.
شیخ نجم الدین دارای دیوان منثور و منظوم بسیاری است.

## حمزه غافل سیستانی
حمزه غافل سیستانی، ملک حمزه فرزند ملک جلال الدین، متخلص به غافل سیستانی، از شاعران سده یازده هجری قمری است. به مهربانی و عطوفت شهرت داشت. تخلص غافل، تواضع و فروتنی این شاعر بزرگ در میدان دانش و معلومات وسیع او را ثابت می‌کند.
| غافل نشوی از این دو معنی، غافل |  | سرمایه مرد از این دو گردد، حاصل |
| زین راهنمایان، به یکی شو قابل  |  | یا عقل درست، یا جنون کامل       |

## خواجه معین الدین سجزی
خواجه معین الدین محمد بن حسن سجزی، از عرفا و صوفیان سیستانی است. خواجه معین الدین در محضر خواجه عثمان هروی تربیت یافته و در هندوستان مروج دین نبوی و طریقت علوی بوده‌است.
از مریدان وی می‌توان از قطب الدین بختیار کاکی، ضیاالدین بلخی و شهاب الدین غوری نام برد. خواجه معین الدین دارای اشعار زیادی می‌باشد.
| ای بعد نبی بر سر تو تاج نبی      |  | وی داده شهان زصولت باج نبی       |
| آنی تو که، معراج تو بالاتر شد    |  | یک قامت احمدی زمعراج نبی         |
| اگر در آتش عشقت بسوختم چه عجب    |  | که کوته تاب نیاورد، این تجلی را  |
| معین به چشم خرد، حسن دوست ننماید |  | ببین به دیده مجنون، جمال لیلی را |

## سموری سجزی
سموری سجزی سیستانی، از شاعران و کاتبان معروف سیستانی و از شخصیت‌های ممتاز قرن ششم هجری قمری است. عوفی شعر او را از سخن معشوقان، دلکش تر و خط او را از خط دلبران عنبر زلف، خوش تر وصف می‌کند. سموری سجزی به مسائل حکمت و تعلیمی توجه زیاد داشته و عزت و آزادگی را تبلیغ می‌کرده‌است.
| هرکه چون گل، به زر فریفته شد    |  | در عمل آبروی داد به باد |
| دست کوتاه باش و راست، همچون سرو |  | تا سرافراز باشی و آزاد  |

## شمس الدین سیستانی
شمس الدین، محمد بن نصیر (نصر) سیستانی از خطیبان برجسته و شاعران بزرگ، در میان قرن ششم و هفتم هجری می‌زیسته‌است. وی دارای کتبی از جمله مجمع البحرین بوده به قول امین احمد رازی، مؤلف کتاب هفتم اقلیم، این کتاب (مجمع البحرین) میان شریعت و حقیقت پیوند زده‌است. عوفی می‌نویسد: در سیستان از سجزی شنیدم که افتخار سیستان در سه چیز است: شیر، امیر و شعر ابن نصیر.
از رباعیات اوست: شاها باید کز تو دلی کم شکند لطف تو هزار لشکر غم شکند اندیشه به کار دار، کاندر سحری یک آه هزار ملک در هم شکند شمس الدین مبارک سیستانی

## شمس‌الدین مبارک سیستانی
شمس الدین مبارک سیستانی از شاعران بزرگ سیستان در قرن هفتم هجری است.
از اشعار او در رثای یکی از حاکمان چنین آمده‌است: بی تیغ تو فتنه کامرانی دارد اسلام زکفر ناتوانی دارد سر برکش و بنگر که ز مرگ تو جهان در پای بلا چه زندگانی دارد

## امیر حسن علاء سجزی
امیر حسن بن علاء سجزی از شاعران پارسی گوی هند، در نیمه دوم قرن هفتم و اوایل قرن هشتم می‌زیسته‌است. امیرحسن ساکن هند بود و از آنجا که او دارای نسب سجزی می‌باشد، پدران وی را از جمله مهاجران سیستانی دانسته‌اند که به هند مهاجرت کرده‌اند. دیوان او متجاوز از ۹۰۰۰ بیت، شامل: قصیده، غزل، ترجیع، ترکیب، رباعی و مثنوی است. علاوه بر دیوانش وی دارای کتاب فوائد الفؤاد، در مباحث عرفانی در ۵ مجله می‌باشد. وی در حدود سال ۷۳۸ در گذشته‌است. از اشعار اوست: مشتاق تو به هیچ جمالی نظر نکرد بیمار تو ز هیچ طبیبی دوا نخواست بر ما دلت نسوخت ندانم چرا نسوخت ما را دلت نخواست ندانم چرا نخواست

## زین سیستانی
زین الدین سنجری از شاعران فاضل سیستان، از مردمان بحسک، از توابع فراه بوده‌است. امین احمد رازی در کتاب هفت اقلیم، دانش وسیع و سرعت فهم او را ستوده‌است. از اشعار اوست: مشنو سخن عالم فانی و مگوی و ندر طلبش مدار چندین تک و پوی دنیا چو گل است ای پسر بر لب جوی تا چشم زنی نه رنگ بینی و نه بوی

## قاضی احمد سیستانی
قاضی احمد سیستانی، قاضی لاغر، از شاعران نامی نهان ملک محمود، پادشاه سیستان بوده‌است. از آثار قاضی می‌توان از دیوان اشعارش نام برد. او در سال ۹۵۸ ه‍.ق در گذشته‌است.

## سراج الدین سگزی
سراج الدین سگزی متخلص به «سراجی» و مشهور به سید سراجی از شاعران بزرگ پارسی گوی نیمه اول قرن هفتم هجری است. به طوری که از اشعار وی بر می‌آید او سگزی و از مردم سیستان بوده و ظاهراً نخست در سیستان و سپس در مکران به مدح پادشاهان و امرای محلی پرداخته‌است. سگزی را برای تبحرش در ردیف‌های سخت اسمی و فعلی «مصراع الشعراء» خوانده‌اند. از اشعار اوست: آتشی دارم بدل از آن دو لعل آبدار باد تا نقش پریشان کرد گشتم خاکسار خاک ره گل می‌شود از آب چشمم تا چرا آتش اندر من زد و رفت از بر من بادوار

## فرید الدین سیستانی
فرید الدین حالوس الافلاک از مردم سیستان بود. اما در شعران به تحصیل پرداخت و در آنجا ساکن گردید. وی از شاعران بزرگ قرن هفتم سیستان بوده‌است.
امین احمد رازی مؤلف هفت اقلیم دربارهٔ او آورده‌است: «فریدالدین… فرید عصر و وحید دهر بوده، لطافت نظم او از شراب صبوح خوشتر وحسن نثرش از وصل دلدار دلکشتر.» عوفی نیز وی را به حسن و لطافت در اشعارش ستوده‌است. از اوست: بامدادان می‌گذشتم، یافتم ملحدی شش هفت در ویرانه‌ای راستی گفتم چودیدم آن زمان هر یکی را راست چون دیوانه‌ای

## عبرت سیستانی
پدر وی آقا شیخ غلامرضا واعظ و مادرش صابره، در سال ۱۲۸۳ هجری قمری در سیستان بدنیا آمد. مادر عبرت نیز شاعر بوده‌است طوری که به علت لیاقت علمی او، ناصرالدین شاه سالانه مبلغی به عنوان صله برایش می‌فرستاد. عبرت سیستانی، زیاد اهل سفر و جهانگردی بود و به ایران، عربستان، هندوستان و افغانستان سفر کرده بود.

وی دارای دیوان عبرت یا «عبرنامه» است. کتاب قصاید عبرت نیز در سال ۱۳۴۴ به سفارش فرزندش در کراچی به چاپ رسیده‌است. وفات عبرت سیستانی را به سال ۱۳۳۹ ثبت نموده‌اند.
اشعار زیر برداشتی از کتاب غزلیات عبرت سیستانی است.
| ای گدای خوشه چین، دانی که خرمن، آن کیست |  | وی حریف مست دانی، باده از پیمان کیست       |
| آمدی با گوی سر در عرصه میدان عشق        |  | لیک واقف نیستی، سر در خم چوگان کیست        |
| کانیات از خوان انفاسش تمتع برده اند     |  | باز می پرسد ز «عبرت» کاین نعم از خوان کیست |

## حسینا
حسینا از شاعران متاخر و دو بیتی سرای ایران می‌باشد از وی دوبیتی‌های فراوانی در فرهنگ بومی و محلی ایران به یادگار مانده‌است.احتمال قوی بر آن است که وی از مردم سیستان بوده باشد. حسینا اشعار خود را در مدح و ستایش معشوقه‌ای با نام دلارام سروده‌است و آوازه عشق و دوبیتی‌های او به خصوص در فرهنگ محلی مردم سیستان و جنوب خراسان به خوبی به یادگار مانده‌است.

وی که در سده‌ های نه چندان دور در سیستان متولد شد و همان‌جا عمر خود را گذراند با سرودن دوبیتی‌های دلچسب به صورت فهولیات آغشته با گویش سیستانی گفته شده‌است. وی شعور، احساس، شادی و اندوه خود رادر این اشعار جاری ساخته بصورتی که این دوبیتی‌ها سینه به سینه نقل و به این زمان رسیده‌است.

### شعر
| حسینا را بدیدُ شیب می‌رفت |  | وَ با غستو وَ سیل میوهَ می‌رفت |
| و باغستو برای میوه خوب  |  | وصد نازُ و وصد غمزه می‌رفت   |

| بو قوربون دو چشمای سیاهش   |  | چطو دِل وَرکنو از تو جدا شا |
| چطو دِل وَرکونوم از یار شیری |  | بریو باز خه کس گدِ آشنا شا |

## غلامعلی رئیس‌الذاکرین دهبانی
غلامعلی رئیس‌الذاکرین دهبانی (زادهٔ ۱۰ فروردین ۱۳۱۸ – درگذشتهٔ ۱ مهر ۱۴۰۰) آغازگر سرایش شعر به گویش سیستانی بود. این استاد را چهره‌های نامی ادبیات، برترین بومی سرای ایران می‌دانند بطوری که تمامی آثار استاد رئیس‌الذاکرین که برخی‌ها را نیز با صدای خودش خوانده‌است به زبان سیستانی نوشته و چاپ شده‌است. رئیس‌الذاکرین کارشناس زیست‌شناسی بود اما اراده و عشق به وطن سبب گردید تا برترین بومی سرای ایران با سبک مختص خودش شود.